# Chapelle de la Victoire de Luqa
La chapelle de la Victoire est une chapelle catholique située à Luqa, à Malte.

## Historique
Construite au XVIIe siècle, elle a été démantelée par la Royal Air Force pour allonger une piste d’atterrissage durant la Seconde Guerre mondiale. En 1992, un bâtiment est transformé en chapelle. 